# Хорлупи

Пам'ятник землякам, загиблим у Другій світовій війні

Хо́рлупи — село в Україні, у Луцькому районі Волинської області. Входить до складу Підгайцівської сільської громади. Населення становить 711 осіб.

## Історія
Під час татаро-монгольської навали в 1241 році люди з південної частини нашого краю, густо населеними людьми, знайшли прихисток серед болота на півострові. Так на півострові утворилося постійне поселення. Назва села походить від слів "Корь Лупи", Королуп, Хорлуп, Хорлупи. 
Олександр Цинкаловський пише, що село Хорлупи згадується в ХV столітті, коли князь Лев Свидригайло надає село Хорлупи православним владикам Луцька Острозьким. Волинський князь Лев Свидригайло князював у 1430-1452р.р. В XVI столітті на півострові серед болота був земляний оборонний замок, на місці якого  в ХIХ столітті збудовано палац поміщиків. 3 цього випливає, що перша згадка в історичних джерелах про село Хорлупи (середина ХV століття), що це не його початок заснування. А засноване воно багато раніше, в середині ХIII століття під час татар-монгольської навали. 
В 1574 році містечку Хорлупи надається Магдебурзьке право, як досить розвиненому в ту пору населеному пункту. Містечко Хорлупи згадується (П. М. Сас. "Федеральні міста України") в 1562 році, коли купець Яцко Стецкович підписав контракт з Луцьким єпископом Марком Журавницьким щодо побудови заводів для випалювання попелу (поташ) під містечком Хорлупи. 
25 березня 1574 року Польський король Генріх дозволив владиці Луцькому Іоні Красневському обміняти церковний маєток в містечку Хорлупи князю Радзівілу. Радзівіли  на початку ХIХ століття продають маєток в селі Хорлупи Сморщевським. Після польського повстання проти Росії селом заволодів Зигмунт Мілевич-учасник цього повстання. Родина Мілевич володіла маєтком до 1939 року. В Олиці до цього часу на польських могилах зберігся склеп з пам'ятником померлим з цієї родини. В 1883 році в честь Святого Василя Великого збудовано церкву біля села. Храм служить людям до цього часу.
В 1913 році збудовано нову, світлу, простору школу-такої не було в жодному з навколишніх сіл, діяла до 1971 року, новопобудована школа в 1971 році.
В 1917 році-коли Україна домоглася права на самовизнання, розпочали ділити в Хорлупах майно з маєтку Мілевичів. У великій тривозі селяни переживали війну, бойових дій на території села не було. Загинуло на фронті-75 чоловік, на обеліску Слави викарбовані їх імена. В братській могилі спочиває 88 чоловік.

## Населення
Згідно з переписом УРСР 1989 року чисельність наявного населення села становила 733 особи, з яких 325 чоловіків та 408 жінок.
За переписом населення України 2001 року в селі мешкало 705 осіб.

### Мова
Розподіл населення за рідною мовою за даними перепису 2001 року:
| Мова       | Відсоток |
| ---------- | -------- |
| українська | 99,72 %  |
| російська  | 0,28 %   |

## Солтиси
- 1923-1931 - Вітковський Іван Степанович
- 1931-1933 – Збогирський Захарій
- 1933-1939 – Вітковський Іван Степанович[4]

## Цікавинки
Село характеризується значною кількістю приймаків – їх тут майже сотня. Місцевою говіркою приймаків часом звуть «завчугами» (завідувач чужим господарством).
Наприкінці 1990-х років місцевий селянин Володимир Сидорович Савчук започаткував свято приймаків «Приймацьку Січ». У 2000-му році свято отримало статус Всеукраїнського фестивалю народного гумору (директор Віталій Климчук). Гуляння відбувається кожного року в третю неділю травня.
У 2022 році місцева творча молодь власноруч розписала та забрендувала зупинку громадського транспорту. Артоб'єкт прикрасили зображеннями соняшників, маків, тину з глечиками та логотипом Підгайцівської громади з написами «Сила в об'єднанні», «Слава Україні».

## Відомі особистості
В поселенні народилась:
- Лещук Ольга Петрівна (* 1992) — українська каратистка.